# Rivaldo Coetzee
 Rivaldo Coetzee  (Kakamas, Sudáfrica; 16 de octubre de 1996) es un futbolista sudafricano que juega de defensa en el Mamelodi Sundowns de la Premier Soccer League de Sudáfrica.

## Clubes
| Club              | País      | Año       |
| ----------------- | --------- | --------- |
| Ajax Cape Town    | Sudáfrica | 2014-2017 |
| Mamelodi Sundowns | Sudáfrica | 2017-     |